# Kai Martin
Kai Martin Löwen-Åberg, född 15 oktober 1956 i Göteborg, är en svensk musiker som var ledare för punk- och nyrockgruppen Kai Martin & Stick!.

## Tiden före Kai Martin & Stick!
Kai Martin började spela 1973 i Hittebandet. Han spelade som musiker 1973-74 i Hittebandet, 1974-76 i Morsans Profeter och 1977-78 i Ful-görans. Publicerade diktsamlingarna "Dikter" 1976 och "Min dans" 1980.

## Kai Martin & Stick!
Den 1 april 1978 bildades Stick av Kai Martin och Peter Alfredsson (Bryx) innan man i augusti 1979 bytte namn till Kai Martin & Stick! i samband med singelsläppet Binder min tid/Jag dansar inte/(Försent) aldrig försent. Gruppen släppte 1979-80 singlar och demokassetter, turnerade 1980 och medverkade på samlingen Pop-job, vilken var den första LP:n från Stranded Rekords. Gruppen släppte samma år även debut-LP:n Biomusik på Silence Records och den andra diktsamlingen "Min dans". 
Kai Martin & Stick! debuterade i TV i programmet "AB svensk rock" 10 oktober 1980. De turnerade i Sverige, Danmark och Norge 1981 med Cosmic Overdose och släppte singeln Man ska vara som ett vilddjur i år, vilken blev gruppens mest kända låt. Kai Martin medverkade även på ett stort antal plattor som producent med andra punkband, exempelvis Attentat, Slobobans Undergång, Urban Släke. 1982 kom Kai Martin & Stick! med LP:n Röd Plåt. Kai Martin & Stick! turnerade åter  1983 och släppte sin tredje LP Simmarna. Martin spelade in en singel med Ulf Zackrisson från Viva! under namnet Viva la Stick, som under det namnet uppträdde i TV-programmet "Guldslipsen" hösten -83. 1984 spelade Kai Martin & Stick! på Roskildefestivalen. 1985 kom gruppens sista LP Uppståndelse och man turnerade även i Norrland men gruppen lades sedan ner. 
Gruppen gjorde sin sista konsert 10 augusti 1985.

## Tiden efter Kai Martin & Stick!
Kai Martin Löwen-Åberg har under hela musikkarriären fram till maj 2014 varit verksam som journalist på GT i Göteborg och syntes både i TV och som författare till olika artiklar. Intervjuade artister Destinys Child, David Bowie, Metallica och U2. Efter en period med mindre insatser i idrotten började Kai Martin åter spela på allvar i slutet av 90-talet, med Raid i Division IV.  
Han gav 2004 ut sin solodebut, Sol på Svenska vars låtar spelades en del i radio. Albumet producerades av Mattias Bylund. Han medverkade med "Man ska vara som ett vilddjur i år" på soundtrack till Ulf Malmros film Tjenare Kungen, om ett punkband 1984, där Martin också gör rösten till bandet Tacky Toms låt i filmen. 
Kai Martin medverkade 2011 som gästartist på albumet Tre Gånger Noll med norrlandsbandet Konkurs_(musikgrupp). I april 2012 medverkade Georg Cremonese och Kai Martin med Augustifamiljen vid Pusterviks invigning i Göteborg med låten "Rör, rör, rör dig nu". I april 2013 återuppstod bandet för ett antal spelningar.  2014 spelade bandet bland annat på Lisebergs Taubescenen 2016 kom bandets femte album "Utan titel".

### Webbkällor
- Kai Martins egen hemsida